# فهد العنزی
فهد العنزی (عربی: فهد العنزي؛ زاده ۱ سپتامبر ۱۹۸۸) یک بازیکن فوتبال اهل کویت است.
وی همچنین در تیم ملی فوتبال کویت بازی کرده است.